# شهران (عمران)
شهران هي إحدى قرى اليمنية. تتبع جغرافيا لمحافظة عمران وإداريًا لمديرية جبل عيال يزيد. يبلغ تعداد سكانها 1499 نسمة حسب الإحصاء الذي أجري عام 2004.وتسكنها قبيلة شهران